# Сергий (Никольский)
Епископ Сергий (в миру Михаил Александрович Никольский; 1892, село Ново-Никольское, Каширский уезд, Тульская губерния — 16 мая 1930, Оренбург) — епископ Русской православной церкви, епископ Бузулукский, викарий Самарской епархии.

## Биография
Родился в 1891 году в селе Ново-Никольское Каширского уезда Тульской губернии (ныне юго-восточная окраина города Пущино Московской области) в семье протоиерея Александра Исидоровича Никольского. Внук митрополита Исидора (Никольского).
Согласно материалам следственного дела Михаил Никольский учился в Петербургской духовной семинарии, которую окончил в 1914 году по второму разряду.
С 1914 по 1917 годы служил в селе Дмитриевском Алексеевского уезда Тульской губернии народным учителем и псаломщиком, потом до июня 1918 года служил в 30 запасном пехотном полку в чине прапорщика.
Некая К. С., знавшая владыку Сергия во время его служения викарным епископом в городе Ефремове Тульской губернии вспоминает о своём знакомстве с ним и о жизни святителя до принятия им епископства следующее: «От родителей я узнала о некоторых моментах из его биографии <…> Это был красивый, высокий и стройный молодой человек, к тому же обладавший прекрасным тенором. У него была невеста, он должен был вступить в брак. Все приготовления к свадьбе были закончены. Будучи в офицерском звании, ему пришлось участвовать в сражениях. Однажды жизнь его едва не оборвалась. Но Бог услышал молитву его и спас тогда от смерти. Молодой человек дает обет принять монашество и всю свою жизнь посвятить Богу».
После он поступил в архиерейский дом Тульской епархии, где принял монашество с наречением имени Сергий, а после был рукоположен в иеродиакона.
Во время кампании по «изъятию церковных ценностей» 8-16 июля 1922 года был под судом по делу «казанского чуда». По этому делу, в частности, был осужден епископ Иувеналий (Масловский) за совершение молебна после чудесного явления чудотворной иконы «Споручница грешных» на колокольне Казанского храма г. Тулы.

### Епископ Ефремовский
5 апреля 1925 года за Божественной литургией в храме Большого Вознесения, что у Никитских ворот в Москве хиротонисан во епископа Ефремовского, викария Тульской епархии. Хиротонию за 2 дня до своей смерти возглавил патриарх Тихон. Это была последняя литургия и последняя хиротония, совершённая патриархом Тихоном. К. С. в своих воспоминаниях также приводит наставление новоиспеченному епископу Ефремовскому от первосвятителя: «Патриарх Тихон любил еп. Сергия и, посылая его на трудную кафедру в уездный городок Ефремов, говорил: „Я надеюсь на тебя!“». О его служении в Ефремове она писала:

В то время в Ефремове было 7 храмов (все они позже разрушены). Еп. Сергий в субботу и воскресенье служил в кафедральном соборе, а остальные дни недели читал акафисты попеременно в других храмах города. Он был прекрасным, красноречивым проповедником. Говорил подолгу, горячо, увлечённо. Проповедь могла длиться полтора часа, и это было обычным явлением. Своими проповедями он стремился воспитать в народе любовь к Богу. Он любил свою паству, и паства его любила. Собой являл он образ апостола и таким остался в памяти у людей.
Некоторые проповеди говорились им специально для детей. Бывало, скажет: «Дети, прошу вас подойти вперёд». И когда подходили они к нему ближе, он учил их слову Божию. Эти проповеди остались в памяти навсегда.

После всенощной владыка всех благословлял в отдельности и не уходил из храма до тех пор, пока не благословит последнего.
Протопресвитер Михаил Польский в книге «Новые мученики Российские» повествует: «С захватом государственной власти большевиками епископ Арсений [Жадановский] был выслан из города Серпухова в Москву и через некоторое время — в город Подольск под Москвою. По усиленному ходатайству его паствы ему было разрешено возвратиться в Серпухов, но владыка Арсений совместно с Ефремовским епископом Сергием вели открытую, смелую и самоотверженную борьбу с неверием».
По воспоминаниям К. С., «наступил час, когда владыку стали часто вызывать в органы, беседовали с ним, отмечали его природные дарования, предлагали перейти на работу… в театр. Но местным властям не удалось оказать на него воздействия».
Вскоре единомышленникам пришлось расстаться. Епископ Арсений в 1926 году был выслан в административном порядке в Нижегородскую губернию, а епископа Ефремовского Сергия вызвали в Москву, где заключили в Бутырскую тюрьму. Через некоторое время он был освобождён. Епископ Сергий хотел вернуться в полюбившийся ему Ефремов, но власти не допустили этого, и в 1927 году он был административно выслан в город Задонск Воронежской губернии.
В Задонске владыка служил в Скорбященском женском монастыре, поскольку кафедральный собор принадлежал обновленцам. Проходя мимо него, епископ Сергий совершал поклон на собор, но туда не входил. По воспоминаниям старожила, прослужил святитель Сергий в Задонске только одно лето:

И когда его служба была, то не то, что обновленческие, а и все церкви в городе пустые стояли. Весь народ шёл в Троицкий храм Скорбященского монастыря. Иной раз места всем не хватало. А служивал Сергий подолгу — обедню мог на 7 часов растянуть — ни одного положенного акафиста или молебна не сокращал и не пропускал. И все с ним до конца стояли — так он истово молился, что и другим не в тягость было. Да и проповеди читал — заслушаешься, оратор был хороший… Память о нём местными жителями сохранилась на десятилетия. Многие верующие приезжали к нему в Задонск из Ефремова, чтобы только увидеть епископа.

### Епископ Бузулукский
В Задонске он служил недолго. В 1927 году он был вызван в Москву. В Москве 5 ноября 1927 года назначен епископом Бузулукским, викарием Самарской епархии. Ему позволили, но с тем условием, чтобы он не служил. Тысячи людей вышли на вокзал провожать своего бывшего владыку.
Нового владыку сразу же взяло под свою плотную опеку ОГПУ. Информаторы доносили: «епископ обладает хорошим красноречием, пользуется у верующих большим авторитетом, и массы слушают его со вниманием, влиять на последних он может очень сильно» (по информации П. В. Фролова); «надо стоять повсюду за Бога, ближе к Православной Церкви, ибо в данное время всё построено против Бога, но придёт время, когда безбожники покаются перед ним» (показания даны Т. Я. Лоскутовой после того, как она прослушала проповедь епископа).
Когда крестьян начали расселять по хуторам, устраивать коллективные хозяйства, он предупреждал людей, что на новых местах не разрешат строить храмы. Епископ Сергий сильно переживал из-за того, что детей не учат слову Божиему.
Отрицательно Воспринял «Декларацию» Заместителя Патриаршего Местоблюстителя митрополита Сергия (Страгородского). По воспоминаниям К. С. «Много позже люди рассказывали, что в 1927 году после выхода декларации митрополита Сергия епископ Сергий в храме сам снял с себя епископское облачение и отказался следовать, как он считал, антиканоничным указаниям митрополита Сергия». Упоминание о епископе Сергии, как об одном из несогласных с позицией митрополита Сергия и порвавшем с ним церковное общение, встречается в работе активного деятеля иосифлянского движения Г. А. Косткевича «Обзор главнейших событий церковной жизни России за время с 1925 г. до наших дней», датированный 10 марта 1930 года, в котором епископ Сергий причислен к группе епископов, которая «составила незначительное меньшинство Епископов — открыто и последовательно объявивших Митрополита Сергия предателем и порвавших с ним всякое общение».
В июне 1928 года выехал по делам в Самару, где 22 числа был арестован сотрудниками ОГПУ и заключён в самарскую тюрьму. Ему были предъявлены обвинения по статье 58.10 (контрреволюционная деятельность).
7 сентября того же года в Помполит обратился рабочий депо Димитрий Никанорович Требухин, который писал: «В первой половине августа сего года мною было возбуждено пред обществом помощи политическим заключенным ходатайство об оказании помощи арестованному Епископу г<орода> Бузулука — Сергию Никольскому, который более 2-х месяцев содержится в Самарском Итдоме и до настоящего времени даже не допрошен».
28 сентября 1928 года был освобождён. Внесудебным порядком, по постановлению Особого совещания коллегии ОГПУ, был лишён права проживания в Средне-Волжском округе (в состав которого входил Бузулук) и в крупных городах СССР: Москве, Ленинграде, Харькове, Киеве, Одессе с прикреплением к определённому месту жительства.
Отбывал ссылку в Уфе. По отрывочным данным, викарный архиерей не потерял связи с Бузулуком, где всё также прислушивались к его мнению.

### Казнь. Реабилитация. Судьбы родных
25 марта 1930 года вновь арестован. 27 апреля 1930 года обвинен в «участии в церковно-сектантской организации, по заданию которой занимался контрреволюционной деятельностью» и приговорен «тройкой» ПП ОГПУ по Средне-Волжскому краю к расстрелу.
16 мая 1930 года расстрелян в Оренбурге. Сохранилось предание, что казнь состоялась в Оренбурге на горе Маяк. Вместе с ним расстреляли ещё несколько человек — монахов Бузулукского мужского монастыря.
29.11.1989 реабилитирован прокуратурой Оренбургской области по обвинению 1930 года.
24.06.1992 реабилитирован прокуратурой Оренбургской области по обвинению 1928 года.
Также были репрессированы отец митрополита Сергия священник Александр Яковлевич (Исидорович) Никольский и брат священник Иван Александрович Никольский. Отец был арестован 02.02.1930 и 23.02.1930 по обвинению в «антисоветской агитации, распространении провокационных слухов, противодействии мероприятиям советской власти по закрытию церкви» был приговорен ОСО ОГПУ к 3 годам ссылки в Северный край. Срок отбывал в Усть-Цилемском районе и был освобожден летом 1933 года. В Усть-Цильме он несколько раз виделся с сыном, священником Иваном Александровичем Никольским. Последний был арестован в Серпухове 23.06.1929 вместе с группой духовенства и монашествующих в составе 10 человек и 09.08.1929 по обвинению в антисоветской агитации приговорен ОСО ОГПУ к 3 годам ссылки в Северный край. Срок отбывал в Усть-Цильме. После окончания срока ссылки 23.06.1932 освобожден не был, а 13.12.1932 был повторно арестован как «член руководящего ядра группировки из проживающего в Усть-Цильме ссыльного духовенства» и 27.04.1933 приговорен ОСО ОГПУ ещё к трем годам высылки в Северный край. Скончался, предположительно, в 1934 или 1935 году.